# Huracán Oscar (2024)
El huracán Oscar fue un ciclón tropical  que toco tierra  sobre Baracoa, Cuba como un huracán de categoría 1. La decimoquinta tormenta con nombre y el décimo huracán de la temporada de huracanes del Atlántico de 2024, Oscar se originó a partir de una onda tropical de larga trayectoria que se alejó de la costa oeste de África el 10 de octubre. No experimentó ciclogénesis tropical hasta el 19 de octubre, debido a condiciones atmosféricas adversas. Ese mismo día, la tormenta compacta tuvo una ronda de intensificación rápida y se actualizó al estado de huracán de categoría 1. Oscar se convirtió en el huracán más pequeño registrado, con un campo de vientos huracanados de aproximadamente cinco a seis millas (8,0 a 9,7 km). Poco después, se emitieron alertas y advertencias de huracán en las Islas Turcas y Caicos, el sureste de Bahamas y Cuba.

## Historia meteorológica

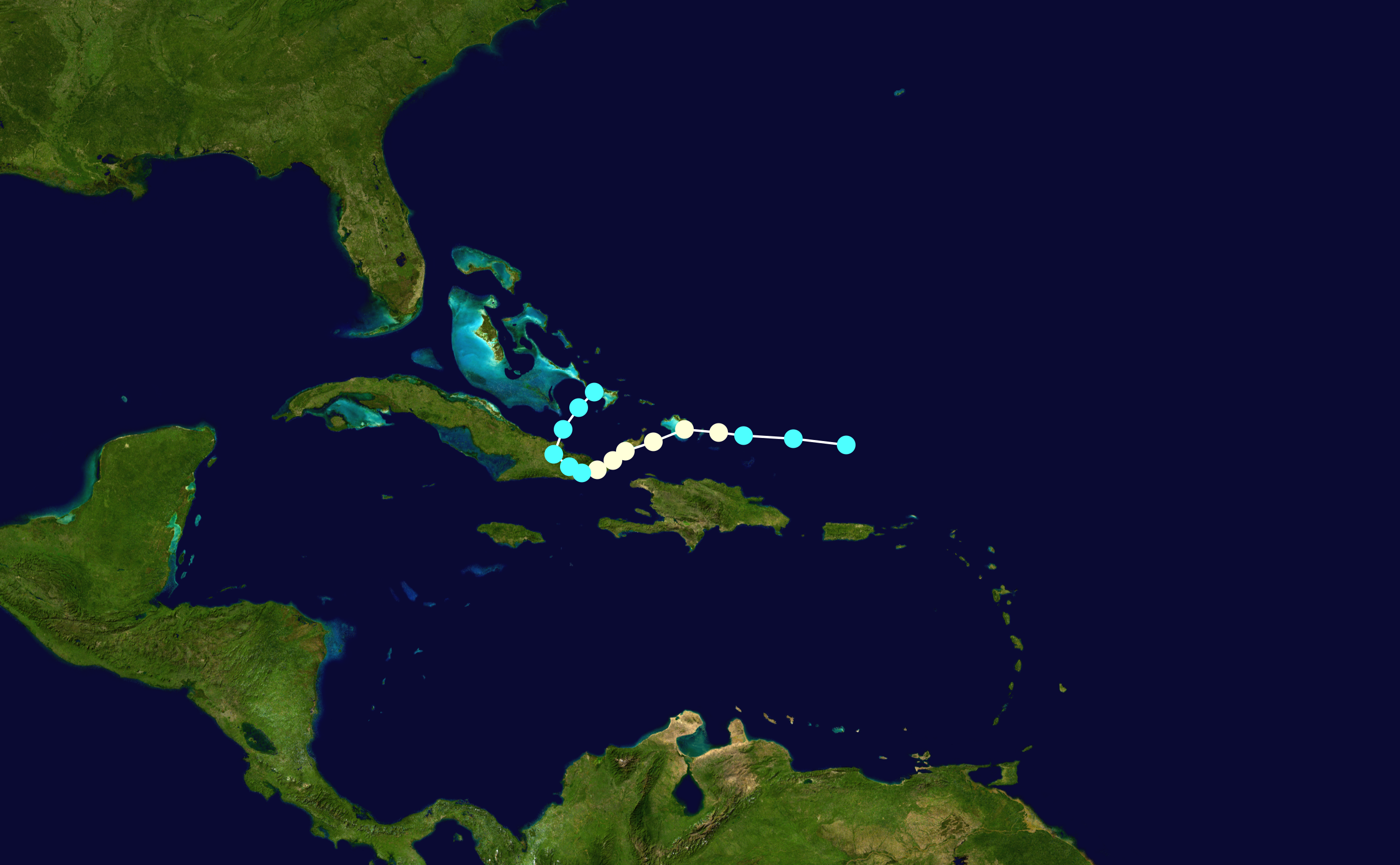
Mapa que muestra la trayectoria y la intensidad de la tormenta, según la escala Saffir-Simpson
Clave del mapa.

El 4 de octubre, el Centro Nacional de Huracanes (NHC) detectó un área de investigación frente a la costa de África occidental y se desarrolló lentamente en el océano Atlántico tropical oriental durante varios días. El 10 de octubre, la perturbación tropical fue declarada Invest, y el NHC la designó Invest 94L, ya que se detectaron lluvias desorganizadas y tormentas eléctricas en el sistema. Luego, la perturbación entró en un entorno desfavorable en los días siguientes, lo que provocó varias fluctuaciones en sus posibilidades de formación hasta que llegó al norte de las Antillas Mayores el 18 de octubre, cuando el NHC señaló que las posibilidades de formación de la inversión habían disminuido significativamente. Sin embargo, al día siguiente, la tormenta se consolidó rápidamente al norte de La Española, convirtiéndose en una tormenta tropical en las siguientes horas y recibiendo el nombre de Oscar. Luego se produjo una intensificación rápida, que fue verificada por un vuelo de Hurricane Hunters que encontró que Oscar era más fuerte de lo estimado; A las 18:00 UTC, se actualizó a un huracán de categoría 1 con vientos sostenidos de 80 mph (130 km/h). En este punto, Oscar era una tormenta muy pequeña con rasgos similares a los grupos de tormentas eléctricas. Oscar luego haría dos toques de tierra con fuerza de huracán: uno lo hizo en Inagua con vientos de 80 millas por hora (130 km/h), y otro en Cuba.

### Errores de previsión y distinciones
Philippe Papin, del Centro Nacional de Huracanes, señaló que Oscar "...se nos acercó un poco por sorpresa". A medida que su predecesor se dirigía hacia el norte de las Antillas Mayores, los modelos comenzaron a dejar de mostrar desarrollo tropical en sus pronósticos.
Oscar fue el huracán más pequeño registrado, con un campo de vientos con fuerza de huracán de cinco a seis millas (8,0 a 9,7 km) de ancho. Debido al tamaño de Oscar, la mayoría de los satélites no pudieron medir con precisión su fuerza. RADARSAT, satélites canadienses de alta resolución, habían mostrado intensidades de alrededor de categoría 2 o 3 antes de tocar tierra.

## Preparaciones e impactos

### Archipiélago de las Lucayas
El 19 de octubre por la tarde, el Gobierno de las Bahamas emitió una advertencia de huracán para las Islas Turcas y Caicos y el sureste de las Bahamas. La Autoridad Aeroportuaria de las Islas Turcas y Caicos cerró el Aeropuerto Internacional JAGS McCartney, el Aeropuerto Internacional Norman B. Saunders y el Aeropuerto Leon Wilson. La Autoridad de Gestión del Riesgo de Desastres (DRM) de las Bahamas activó su equipo el 19 de octubre.
Matthew Town experimentó vientos provenientes del núcleo de Oscar.En Grand Turk, donde se encuentra la capital de las Islas Turcas y Caicos, Oscar derribó algunos árboles y arrancó los techos de al menos una casa. Sin embargo, como había marea baja, el huracán causó impactos mínimos en las islas. Un refugio en Inagua albergaba a 24 personas.
La Autoridad DRM envió alimentos a las islas del sur después de que Oscar se fue.

### Cuba
El Gobierno de Cuba emitió un aviso de huracán para las provincias de Guantánamo, Holguín y Las Tunas el 19 de octubre. La difusión de información relacionada con Oscar se vio obstaculizada por un apagón en todo el país.
Mientras Oscar se acercaba a Cuba, una estación en Cabo Maisí vio una ráfaga máxima de 64 mph (103 km/h). En Baracoa, las olas producidas por el huracán rompieron el malecón, causando inundaciones a lo largo de la costa de la ciudad. En otras partes de la provincia de Guantánamo, los informes preliminares indicaron que algunos lugares recibieron más de 10 pulgadas (25 cm). Más de 1.000 casas resultaron dañadas en Guantánamo con graves inundaciones en Baracoa, Imías y Maisí. Varias casas perdieron sus techos y colapsaron parcialmente junto con muchas líneas eléctricas caídas. La lluvia y los vientos provocaron deslizamientos de tierra, que también retrasaron la reparación del apagón. Al menos seis personas murieron a causa de la tormenta y provocó que el número de personas sin electricidad haya ascendido a 10 millones, hecho que se llevaba lidiando desde antes de la llegada de Oscar.